# Peng Zhaoqin
Peng Zhaoqin (chiń. 彭肇勤; ur. 8 maja 1968 w Kantonie) – chińska szachistka i trener szachowy, reprezentantka Holandii od 1996, arcymistrzyni od 1992, posiadaczka męskiego tytułu arcymistrza od 2004 roku.

## Kariera szachowa
Największe sukcesy w swojej karierze osiągnęła w latach 90., trzykrotnie kwalifikując się do pierwszej dziesiątki na świecie. W roku 1991 zajęła II miejsce na turnieju międzystrefowym w Suboticy i zdobyła awans do turnieju pretendentek w Szanghaju w roku 1992, w którym zajęła VII miejsce. W kolejnym cyklu rozgrywek o tytuł mistrzyni świata ponownie wystąpiła w turnieju pretendentek, dzięki V pozycji wywalczonej w Dżakarcie. Rozegrany w Tilburgu w roku 1994 turniej pretendentek ukończyła na VI miejscu. Po raz trzeci awans do turnieju pretendentek wywalczyła w Kiszyniowie w roku 1995, zajmując V miejsce. Dwa lata później zajęła w Groningen V miejsce po raz trzeci potwierdzając przynależność do ścisłej światowej czołówki. W latach 2000, 2001, 2004 i 2006 czterokrotnie startowała w mistrzostwach świata rozgrywanych systemem pucharowym, dwukrotnie (2000 i 2001) awansując do ćwierćfinałów.
W 1997 zdobyła swój pierwszy tytuł mistrzyni Holandii, kolejnych dwanaście – w latach 2000–2010 (bez przerwy). W 2004 zajęła w Dreźnie II miejsce na mistrzostwach Europy kobiet i zdobyła srebrny medal.
Wielokrotnie reprezentowała Chiny i Holandię w turniejach drużynowych, m.in.:
- dwunastokrotnie na olimpiadach szachowych (w latach 1988, 1990, 1992, 1994, 1998, 2000, 2002, 2004, 2006, 2008, 2010, 2012); pięciokrotna medalistka: wspólnie z drużyną – trzykrotnie brązowa (1990, 1992, 1994) oraz indywidualnie – złota (1988 – na III szachownicy) i brązowa (1998 – na I szachownicy)[10],
- siedmiokrotnie na drużynowych mistrzostwach Europy (w latach 2001, 2003, 2005, 2007, 2009, 2011, 2013); trzykrotna medalistka: indywidualnie – dwukrotnie złota (2007 – na I szachownicy, 2007 – za wynik rankingowy) i brązowa (2001 – na I szachownicy)[11].

Najwyższy ranking w karierze osiągnęła 1 kwietnia 2002, z wynikiem 2472 punktów zajmowała wówczas 17. miejsce na światowej liście FIDE, jednocześnie zajmując 1. miejsce wśród holenderskich szachistek.